# Oscar Sinela
Óscar Sinela (Siviglia, 8 agosto 1988) è un attore spagnolo.

## Biografia
Nasce nel 1988 e divide la sua infanzia tra Siviglia e la cittadina di Chipiona. Inizia a formarsi a 16 anni, con la maestra Martha De Lis. A diciott'anni si sposta alla capitale Madrid e si concentra sull'interpretazione, entrando nel teatro Réplika, dove riceve lezioni di Jaroslaw Bielski. Si occupa di teatro, cinema e televisione.

Tra i suoi lavori spiccano i lungometraggi El castigo, Tormenta e La pantalla desnuda e l'opera teatrale Zona Catastrófica. È conosciuto anche per la sua partecipazione nella terza e nella quarta serie di Fisica o chimica nel ruolo del musicista Quino.

Infine, è scrittore; nel 2010 ha debuttato con il libro El chico sin identidad.

## Filmografia

### Cinema
- El castigo (2008)
- Paranormal Xperience 3D (2011)
- Tormenta (2013)
- La pantalla desnuda (2014)

### Teatro
- El loco y la monja (2007)
- Escenas de Shakespeare (2007)
- El Zorro y La tortuga y la liebre (2008)
- Zona Catastrófica  (2010)

### Televisione
- Aída (2009), come Iñigo
- Fisica o chimica (Física o Química) (2009), come Quino
- Águila Roja (2011), come Álvaro Dueñas

## Libri
- El chico sin identidad (2010)